# Аланья
Ала́нья (тур. Alanya), до 1935 года Ала́йя или Ала́йе (тур. Alâiye), — район и город в иле (области) Анталья Турции, широко известный центр отдыха с развитой инфраструктурой услуг и развлечений. Расположен на побережье Средиземного моря, в 138 км от Антальи.
Благодаря своему удобному положению на небольшом полуострове на побережье Средиземного моря близ хребта Тавр, Аланья была местным оплотом для многих средиземноморских империй. Наибольшее политическое значение Аланья приобрела в Средние века, когда находилась под властью Алы ад-Дина Кей-Кубада I. Результатом его строительной кампании стали многие достопримечательности города, такие как Кызыл Куле («Красная башня»), верфь Терсане и крепость Аланьи.
Средиземноморский климат, природные и исторические достопримечательности делают Аланью популярным туристическим направлением. Туризм здесь начал развиваться с 1958 года и стал доминирующей отраслью в городе, что привело к увеличению его населения.

## Названия
По ходу истории город переходил из рук в руки, менялось и его название. Аланья была известна на латыни как Корацесиум (лат. Coracesium) или на койне как Коракесион (др.-греч. ΚορακήΣιον) от лувийского Korakassa, что означает «выступающий город». Во времена Византийской империи он стал известен как Калонорос или Калон Орос, что в переводе с древнегреческого означает «прекрасная гора» (др.-греч. Καλονόρος). Сельджукиды переименовали город в Алайе (علائیه, также Алайя), производное от имени султана Алы ад-Дина Кей-Кубада I. Это название использовалось до 1935 года. В XIII—XIV веках итальянские торговцы также называли город Канделоре или Карделлоро.
В 1933 году первый президент Турции Мустафа Кемаль Ататюрк получил из города телеграмму с ошибкой: вместо «Алайя» в ней было написано «Аланья». Ему понравился этот вариант, и в 1935 году, во время своего визита в город, он сменил название на «Аланья».

## История

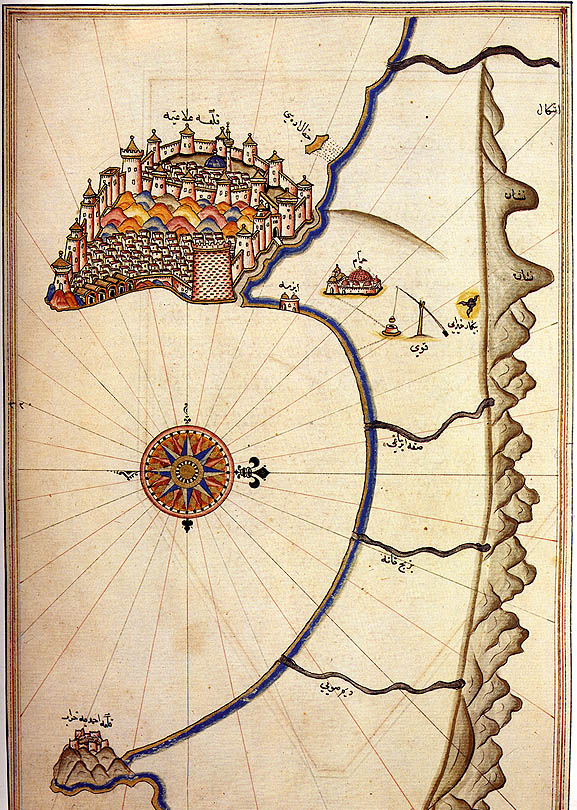
Карта города за авторством Пири-реиса

Точных сведений о первом поселении на месте современной Аланьи нет. Однако находки в пещере Караин, расположенной в 12 километрах от центра Аланьи, указывают на начало заселения этого региона примерно в эпоху Верхнего палеолита (17 000—20 000 лет назад). Археологические свидетельства показывают, что в Сиедре, к 20 километрах к юго-востоку от города, в бронзовом веке существовал порт. Табличка на финикийском языке, найденная в этом районе, датируется 625 годом до н. э. Город упоминается в греческом географическом манускрипте Перипл Псевдо-Скилака. Скала в центре города, вероятно, была заселена во времена хеттов и державы Ахеменидов. Первые укреплённые сооружения были построены на скале в эллинистический период после завоевания региона Александром Македонским. После смерти Александра в 323 году до н. э. этот район достался одному из диадохов, Птолемею I Сотеру. Его династия сохраняла контроль над преимущественно исаврийским населением, и порт в Сиедре стал популярным убежищем для средиземноморских пиратов. Римская республика боролась с пиратами в 102 году до н. э., когда Марк Антоний Оратор учредил должность проконсула в соседнем Сиде, и в 78 году до н. э. при Сервилии Ватии. Период пребывания пиратов в Аланье окончательно закончился после включения города Гнеем Помпеем Великим в состав провинции Памфилия в 67 году до н. э., когда в её гавани произошла битва при Коракесионе. С распространением христианства Аланья (Корацесиум) стала епископством.

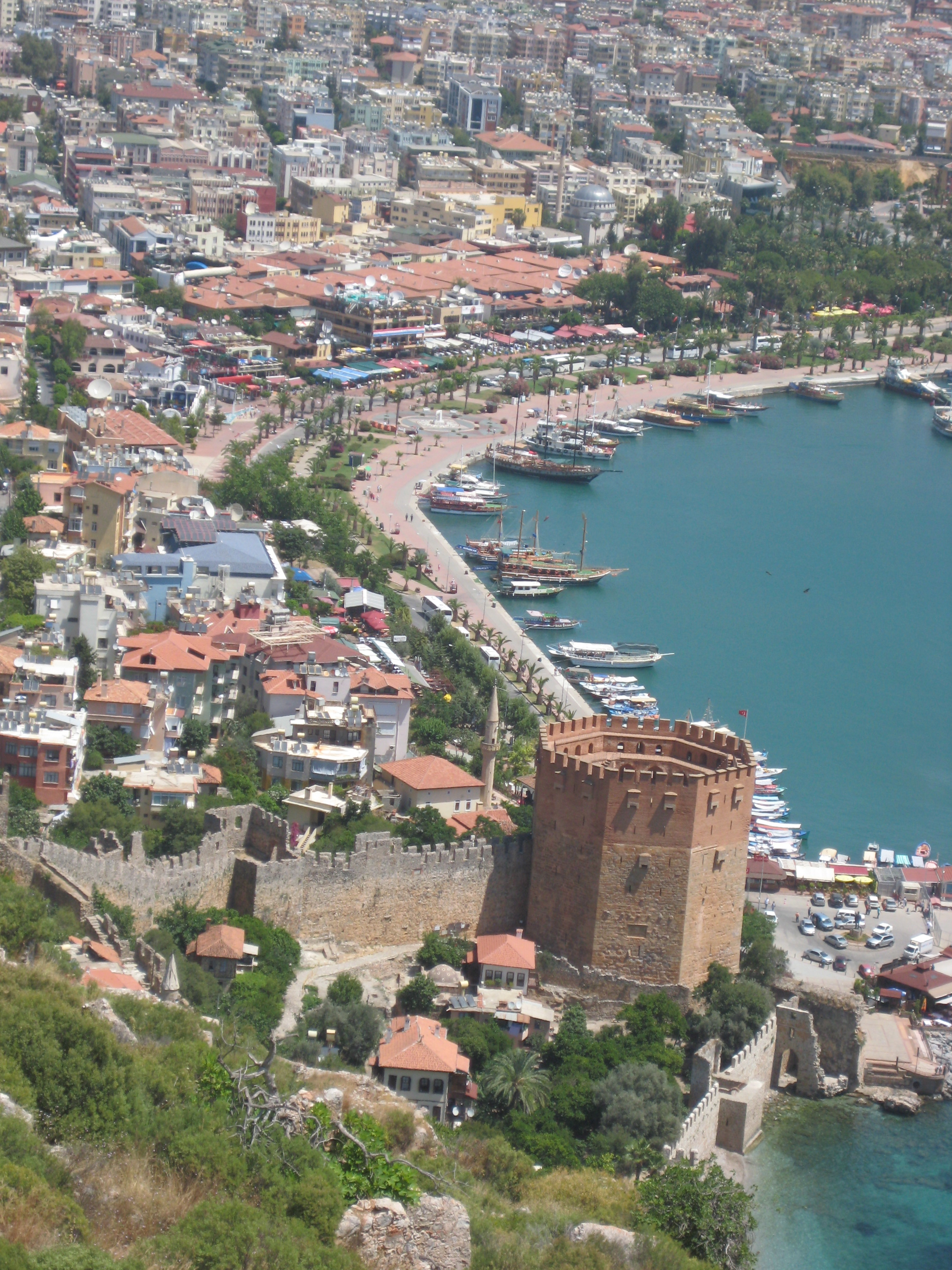
Красная башня и порт в г. Аланья

Ислам распространился в VII веке с арабскими набегами. Этот район перешёл из-под контроля Византии после битвы при Манцикерте в 1071 году племенам турок-сельджуков, но был возвращён в 1120 году Иоанном II Комнином. После нападения Четвёртого крестового похода на византийцев Киликийское армянское царство периодически захватывало порт. Турки взяли прочный контроль над портом в 1221 году, когда анатолийский сельджукский султан Кей-Кубад I захватил его. Правление сельджуков стало золотым веком города, и его можно считать зимней столицей их империи. Строительные проекты, в том числе Крепость и Кызыл Куле («Красная башня»), сделали его важным морским портом для западной средиземноморской торговли, особенно с Египтом Айюбидов и итальянскими городами-государствами. При сыне Кей-Кубада I, султане Кей-Хосрове II, город обзавёлся новой цистерной в 1240 году.
В битве при Кёсе-даге в 1243 году монгольские орды сломили гегемонию сельджуков в Анатолии. Аланья подверглась серии вторжений со стороны анатолийских бейликов. Лузиньяны с Кипра ненадолго свергли тогдашнюю правящую династию Хамидогулларов  в 1371 году. Караманиды продали город в 1427 году за 5000 золотых монет мамлюкам Египта. Генерал Гедик Ахмед-паша в 1471 году включил его в состав растущей Османской империи. Город стал столицей местного санджака в уезде Ичель. Османы расширили своё правление в 1477 году, когда перевели в город свою основную торговлю древесиной, которая в то время в основном осуществлялась венецианцами под государственную монополию. 6 сентября 1608 года город отразил морскую атаку Ордена Святого Стефана из Флорентийского герцогства.
На торговлю в регионе негативно повлияло развитие маршрута из Европы вокруг Африки в Индию по океану, и в налоговых регистрах конца XVI века Аланья не квалифицировалась как городской центр. В 1571 году Аланья вошла в Кипрский эялет. Это ещё больше уменьшило экономическое значение порта Аланьи. Путешественник Эвлия Челеби посетил город в этот период и писал о сохранности крепости, а также о ветхости пригородов Аланьи. В 1864 году города стал уездом провинции Конья. А в 1868 году присоединён к Анталье, в составе которой находится и по сей день. В течение XVIII—XIX веков османская знать построила в городе множество вилл. Гражданское строительство продолжалось под властью местных династических властей Караманидов. В середине XIX века в провинции Анталья расцвёл бандитизм.
После Первой мировой войны Аланья была номинально разделена в 1917 году с Италией по соглашению Санкт-Жан-де-Морьен, прежде чем вернуться к Турецкой Республике в 1923 году по Лозаннскому договору. Как и другие города в этом регионе, Аланья сильно пострадала после войны за независимость и греко-турецким обменом населением. По данным Османской переписи 1893 года, число греков в городе составило 964 человека из общей численности населения 37 914 человека. В 1960-х годах из-за рассказов о целебных свойствах пещеры Дамлаташ в городе расцвёл туризм среди турок. Кроме того, открытие аэропорта Антальи в 1998 году превратило город в международный курорт. Сильный рост населения в 1990-е годы был результатом иммиграции в город и привёл к быстрой модернизации инфраструктуры.

## География
Аланья находится на побережье залива Анталья Средиземного моря между горами хребта Тавр на севере и Средиземным морем на юге. Является частью турецкой ривьеры. Город разделён на западную и восточную части скалистым полуостровом, который является его отличительной чертой. К северу от города распространены бокситы.

## Климат
Климат Аланьи — типичный средиземноморский. Благодаря тёплому Средиземному морю, а также защищающим от северных холодных ветров Таврским горам, Аланья — самый тёплый крупный город Турции.
По данным сайта weatherbase.com, среднегодовая температура составляет +17,8 °C. Самый тёплый месяц — июль, со средней температурой +25,6 °C; самый холодный — январь, со средней температурой +10,6 °C. Самая высокая температура воздуха в среднем — в августе (+31 °C), самая низкая в среднем — в январе и феврале (+7 °C).
По данным сайта weatherarchive.ru, самым тёплым месяцем в Аланье является август со средней температурой +29,4 °С, самым холодным — январь со средней температурой +12,2 °С.
Среднегодовая температура воды в море составляет +21,4 °С, в августе +27,9 °С.
Зима очень дождливая, а лето очень жаркое и продолжительное. Так же как в Анталье, влажность воздуха довольно высока, её среднегодовое значение составляет 63 %. Самая высокая влажность в мае, июне и июле (67 %), самая низкая влажность — в ноябре (56 %).
Среднегодовое количество осадков составляет 1104,9 мм. Месяц с наибольшим количеством осадков в среднем — январь (226,1 мм осадков); месяц с наименьшим количеством осадков в среднем — июль (2,5 мм).

Благодаря очень тёплому климату в Аланье можно культивировать растения, которые в диком виде растут в субэкваториальном и даже экваториальном климате.
| Показатель                                  | Янв.  | Фев.  | Март | Апр. | Май  | Июнь | Июль | Авг. | Сен. | Окт. | Нояб. | Дек.  | Год    |
| ------------------------------------------- | ----- | ----- | ---- | ---- | ---- | ---- | ---- | ---- | ---- | ---- | ----- | ----- | ------ |
| Абсолютный максимум, °C                     | 23,2  | 25,0  | 28,1 | 30,7 | 35,4 | 37,8 | 40,8 | 39,6 | 37,2 | 34,9 | 30,0  | 24,7  | 40,8   |
| Средний суточный максимум, °C               | 16,2  | 16,3  | 18,3 | 21,1 | 24,7 | 28,7 | 31,5 | 32,0 | 30,2 | 26,5 | 21,6  | 17,7  | 23,73  |
| Средняя температура, °C                     | 11,8  | 11,9  | 13,8 | 16,9 | 20,9 | 25,0 | 27,7 | 27,9 | 25,4 | 21,3 | 16,5  | 13,2  | 19,36  |
| Средний суточный минимум, °C                | 8,6   | 8,4   | 10,1 | 13,0 | 16,7 | 20,4 | 23,3 | 23,6 | 21,2 | 17,4 | 13,0  | 10,0  | 15,48  |
| Абсолютный минимум, °C                      | −1,9  | −2,2  | 0,9  | 4,0  | 9,8  | 13,3 | 16,9 | 14,1 | 13,2 | 9,5  | 2,9   | 0,4   | −2,2   |
| Норма осадков, мм                           | 199,6 | 148,7 | 98,6 | 65,5 | 33,7 | 9,9  | 10,0 | 5,7  | 19,1 | 98,6 | 187,6 | 231,5 | 1108,5 |
| Источник: Турецкий метеорологический сервис |       |       |      |      |      |      |      |      |      |      |       |       |        |

## Население
Население района Аланья в 2022 году составляло 364 180 человек (13,38 % от общей численности населения ила Анталья), из них 184 024 мужчины и 180 156 женщин.
Численность населения района Аланья:
| Год  | 2007    | 2009      | 2011      | 2013      | 2015      | 2017      | 2019      | 2021      | 2022      |
| ---- | ------- | --------- | --------- | --------- | --------- | --------- | --------- | --------- | --------- |
| Чел. | 226 236 | ↗ 241 451 | ↗ 259 787 | ↗ 276 277 | ↗ 291 643 | ↗ 299 464 | ↗ 327 503 | ↗ 350 636 | ↗ 364 180 |

## Туризм

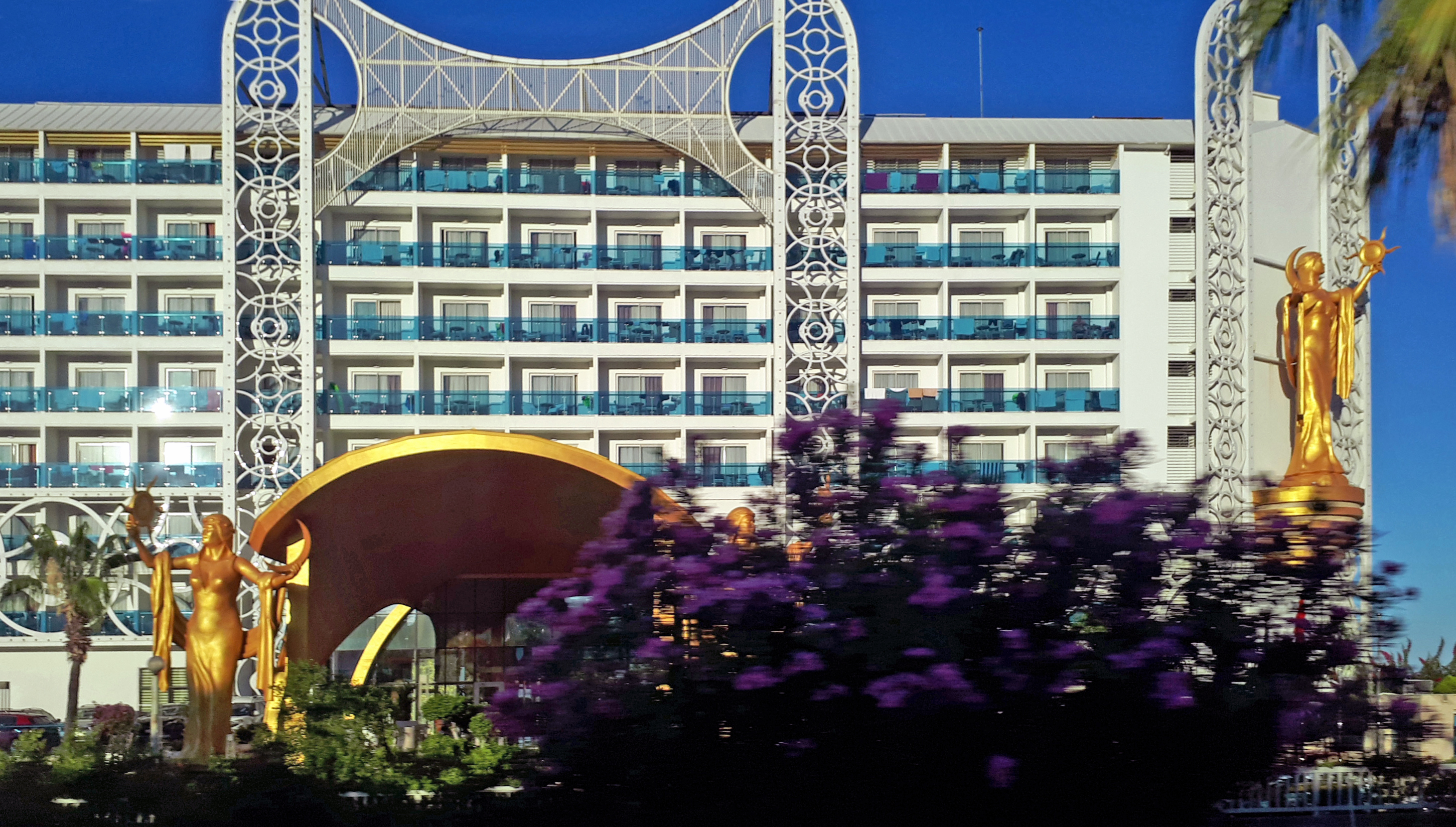
Отель «Azura Deluxe Resort & Spa» в районе Авсаллар города Аланьи

Аланья — очень популярный курортный город на турецкой ривьере.
Годом начала развития туристической отрасли в Аланье является 1958. Тогда в городе был построен первый современный мотель. Большое количество туристов, особенно скандинавов, немцев, русских и голландцев, регулярно проводят отпуск в Аланье в тёплое время года.
Туристов привлекают цены на недвижимость, тёплая погода, песчаные пляжи, близость к историческим местам провинции Анталья, а также изысканная турецкая кухня. Активные и экстремальные виды отдыха включают виндсёрфинг, парасейлинг, параглайдинг, аквапарки и катание на морских аттракционах (в частности, на «бананах»).
Одними из лучших и самых красивых пляжей провинции Аланья являются пляж Клеопатры и пляж Дамлаташ — оба с кристально чистой водой и природной красотой.

## Достопримечательности
- Пещера Дамлаташ
- Древняя крепость XIII века
- Кызыл Куле (Красная башня)

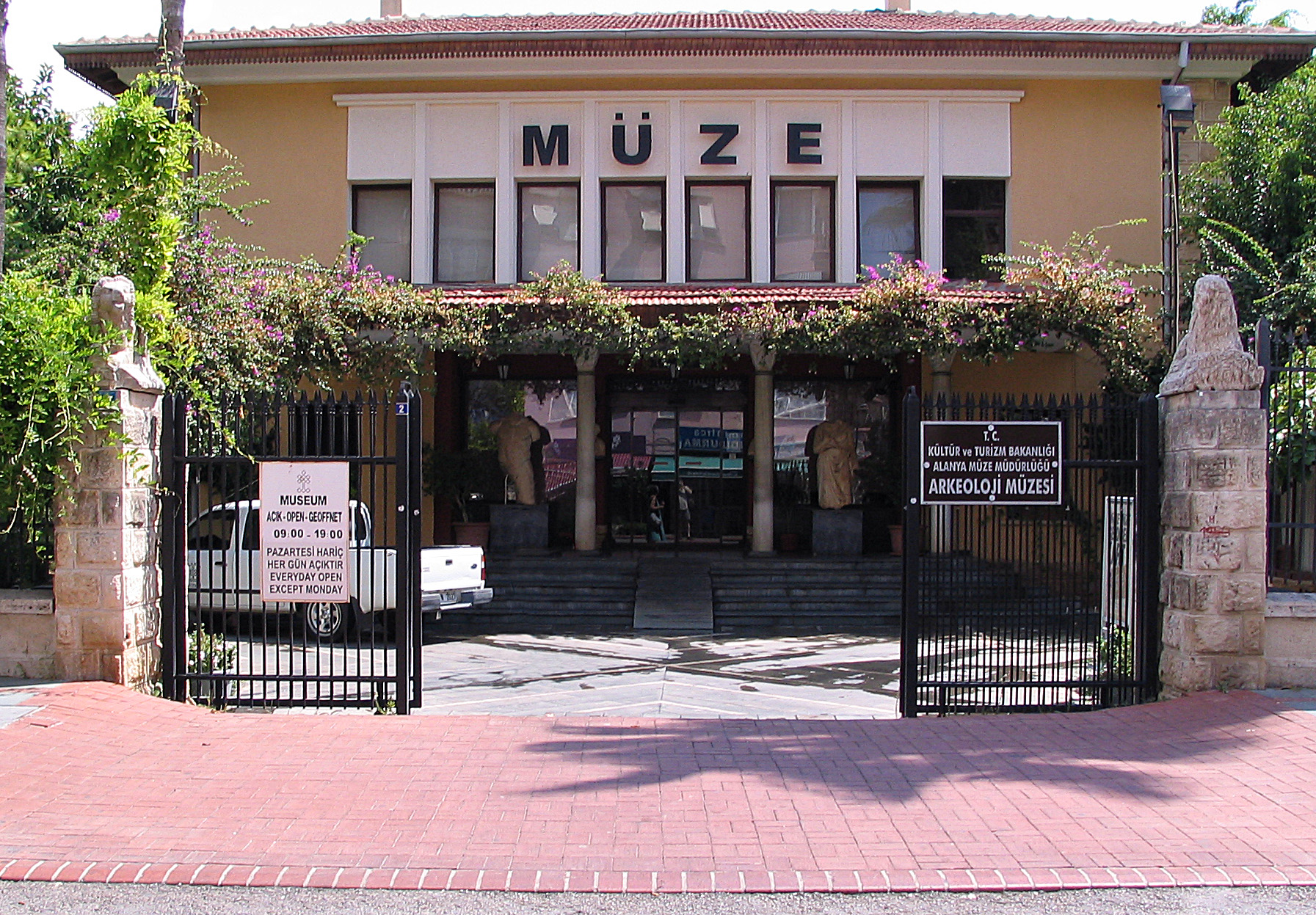
Археологический музей Аланьи

- Византийская церковь Святого Георгия
- Судоверфь
- Памятник Ататюрку и турецким пионерам
- Памятник Ала-Ад-Дину Кейкубаду
- Археологический музей Аланьи с редчайшими напольными мозаиками II века н. э.
- Дом-музей Ататюрка
- Река Дим-Чай и пещера Дим
- Хорошо сохранившийся средневековый караван-сарай Аларахан[нем.] близ деревни Чакаллар[англ.]
- Каньон Сападере[тур.] близ одноимённой деревни[тур.]

## Транспорт
Через Аланью проходит шоссе D.400. В 41 километре от города с шоссе D.400 соединяется трасса D.695. В 14,5 километрах (в 30 минутах езды) находится аэропорт Газипаша—Аланья, открытый для внутренних рейсов в июле 2010 года и для международных в 2011 году. В 121 километре (двух часах езды) расположен аэропорт Анталья. Хорошо развито автобусное сообщение, трамваев и метро нет. Стоимость проезда (по данным на зимний сезон 2022—2023) составляет 8,5 турецких лир. Не принимается наличная оплата, проезд можно оплатить транспортной картой Kentkart или бесконтактным способом. Автобусы обычно ходят только по основным дорогам. Ходят долмуши. В отличие от автобусов, в долмушах оплата принимается только наличными. Многие дороги в старом городе закрыты для автомобильного движения. Гавань включает в себя причалы для круизных судов, а также сезонных паромов и судов на подводных крыльях, отправляющихся в Киринию в Турецкой Республике Северного Кипра. К западу от города находится пристань для яхт.

## Галерея

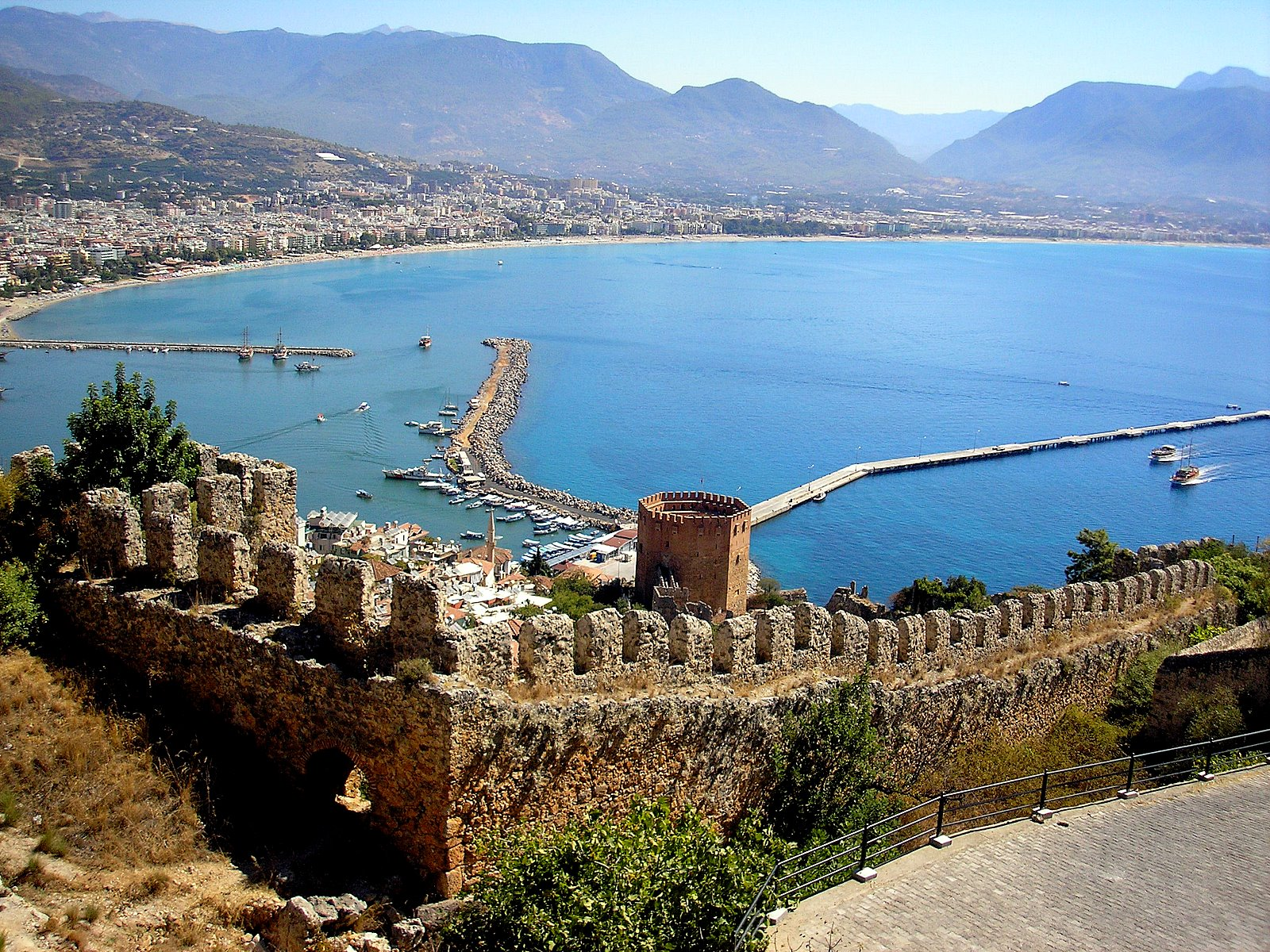
Крепость Аланьи
Красная башня и крепость
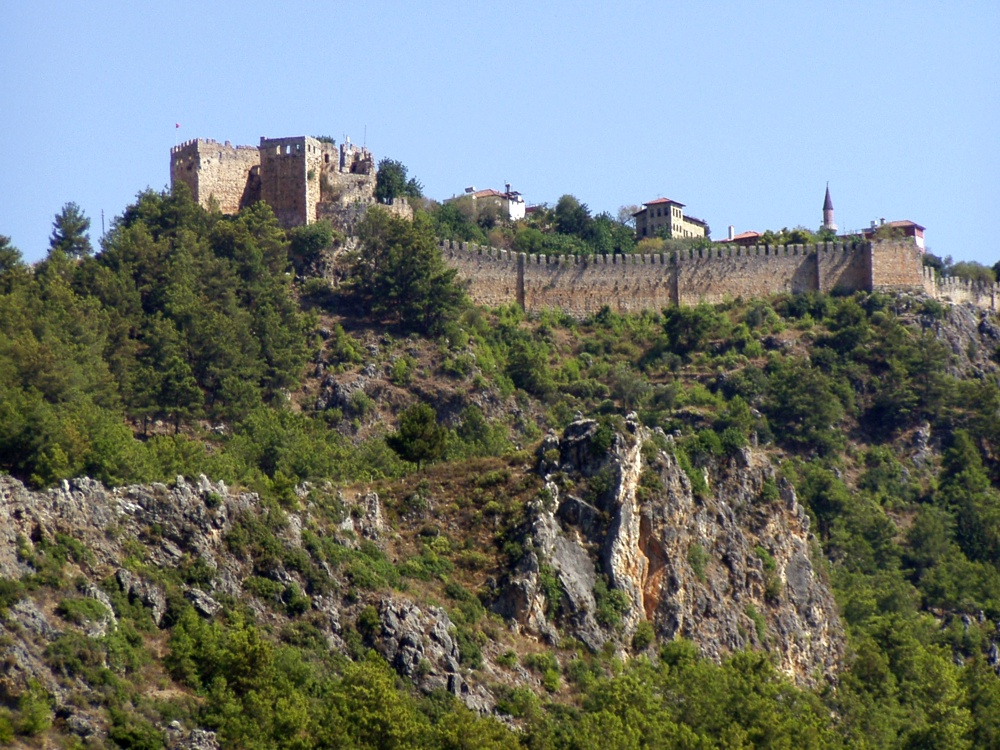
Крепостные стены
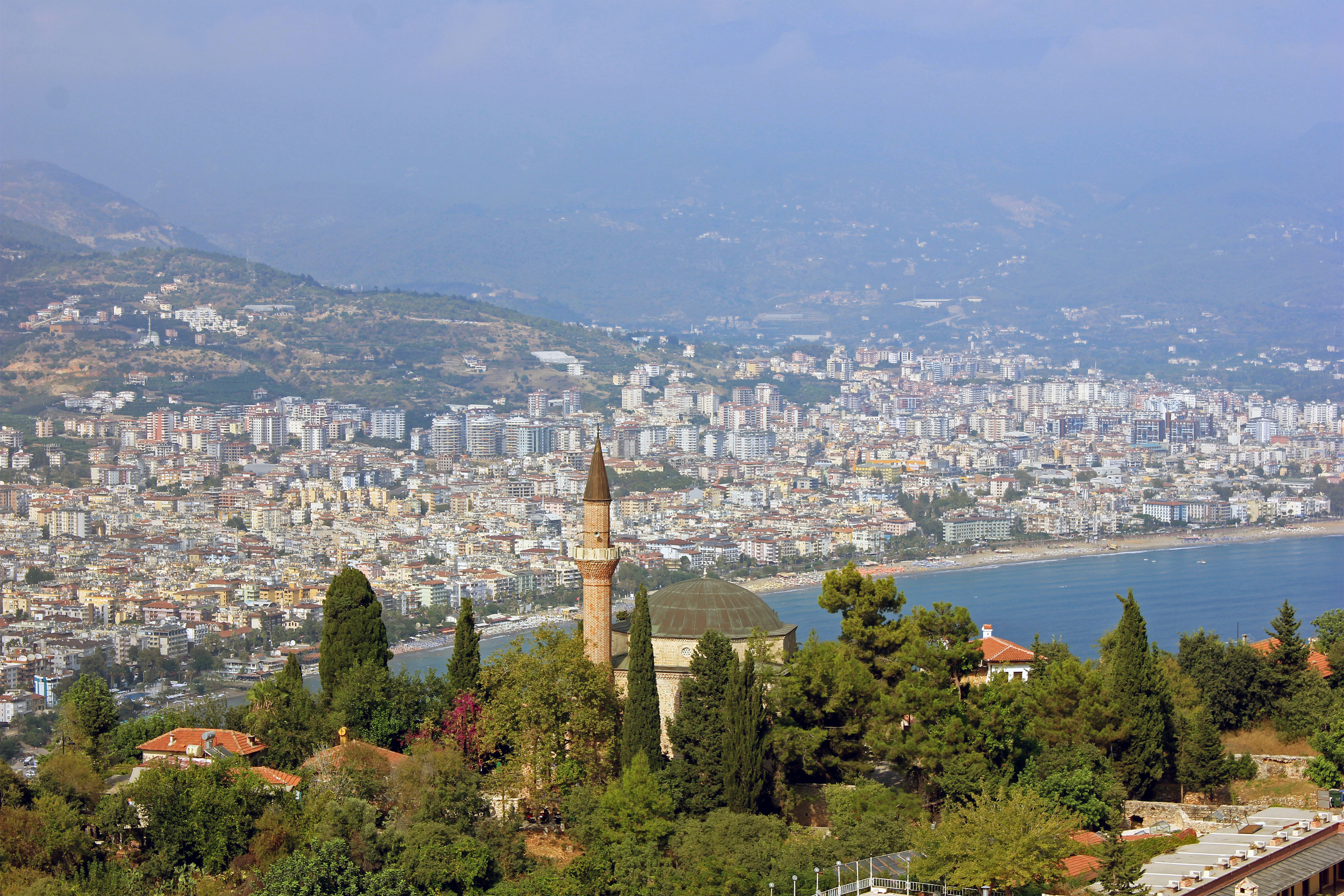
Вид с крепости на мечеть Сулейманийе и городскую застройку
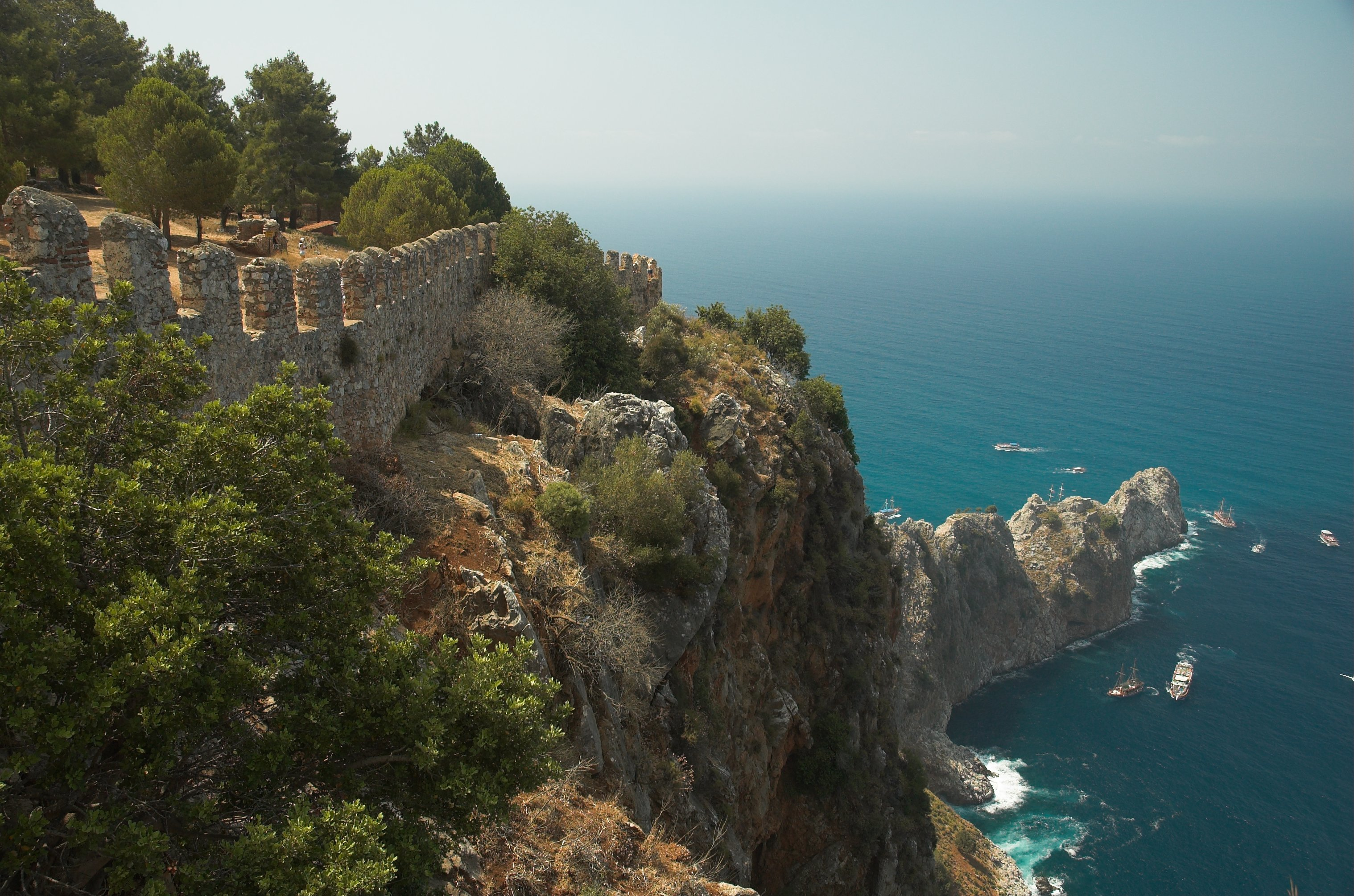
Вид из крепости на оконечность полуострова Аланья
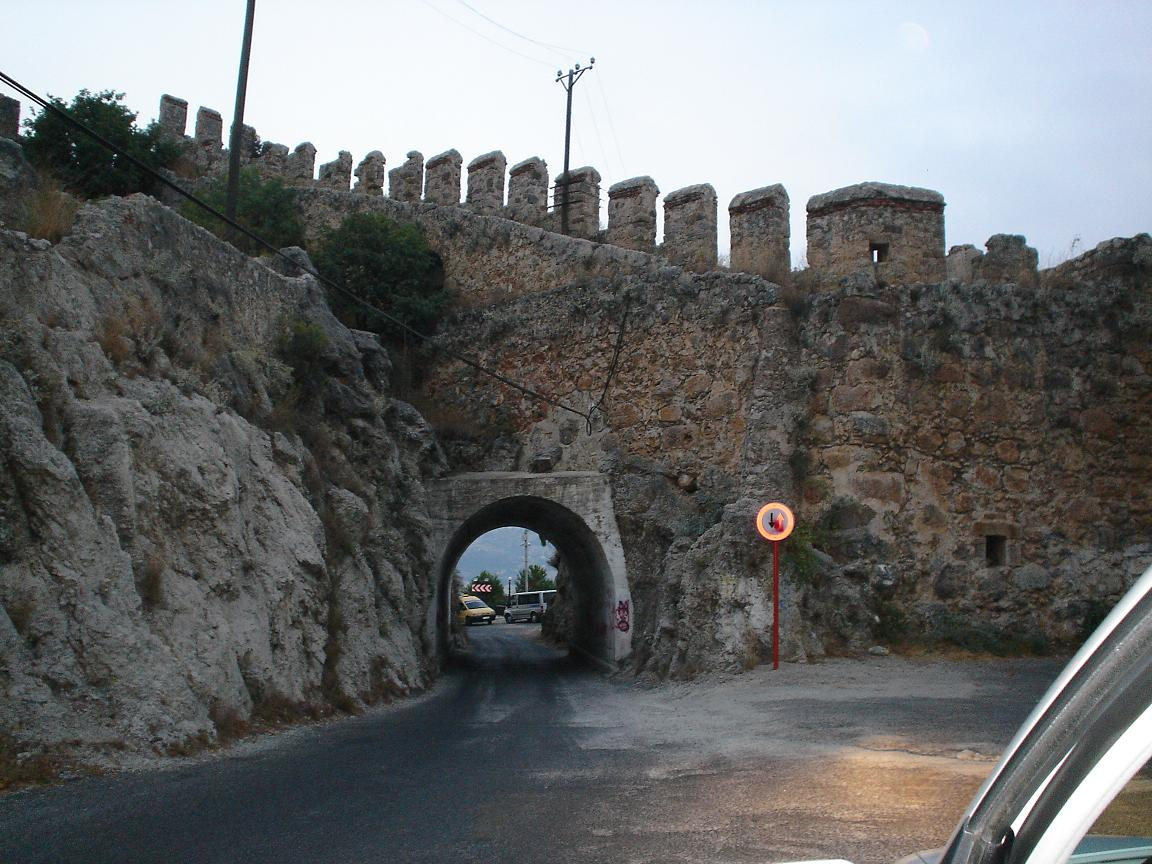
Стены крепости Аланьи
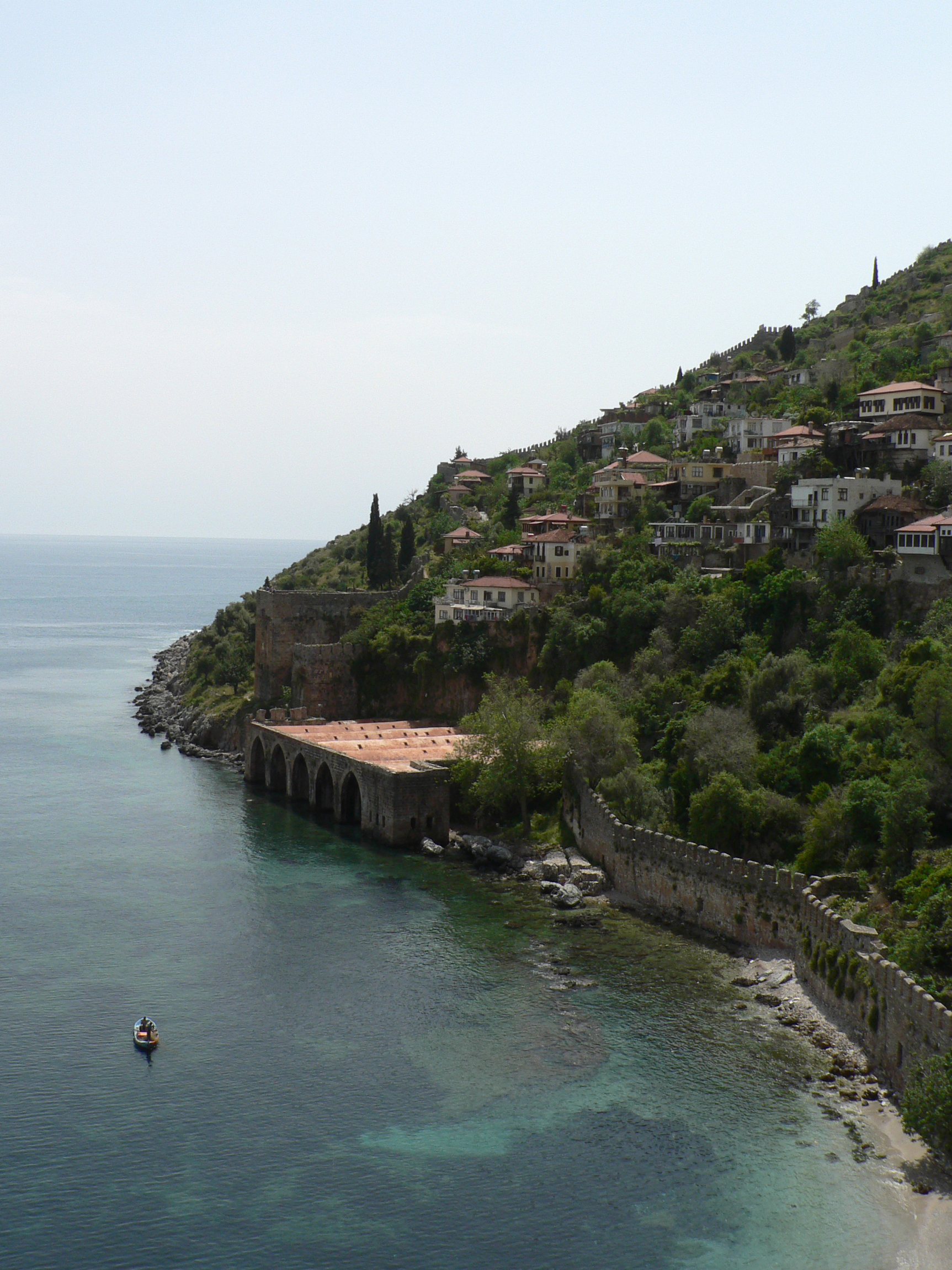
Судоверфь Терсане
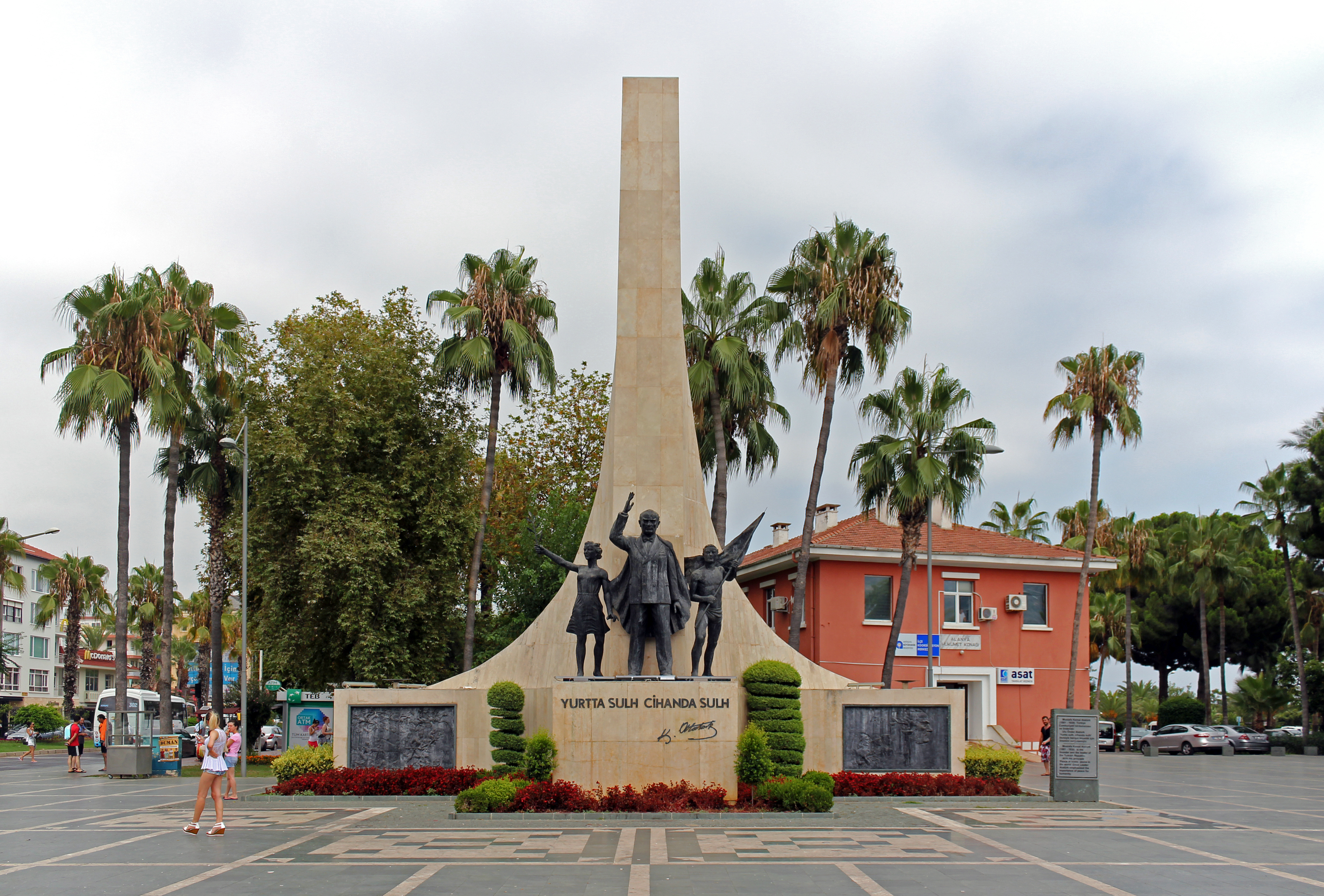
Памятник Ататюрку
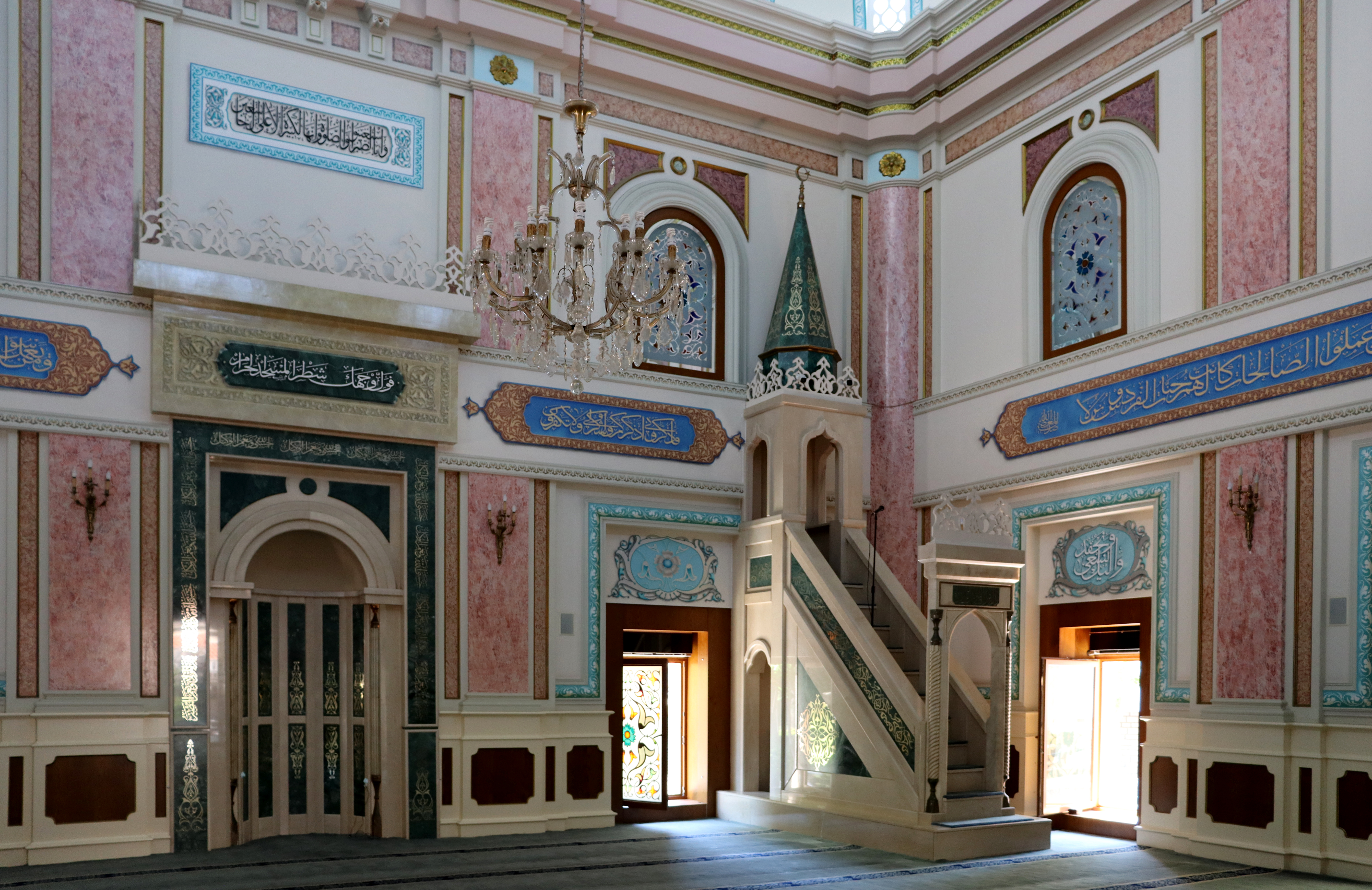
Новая мечеть (построена в 1960-х годах)
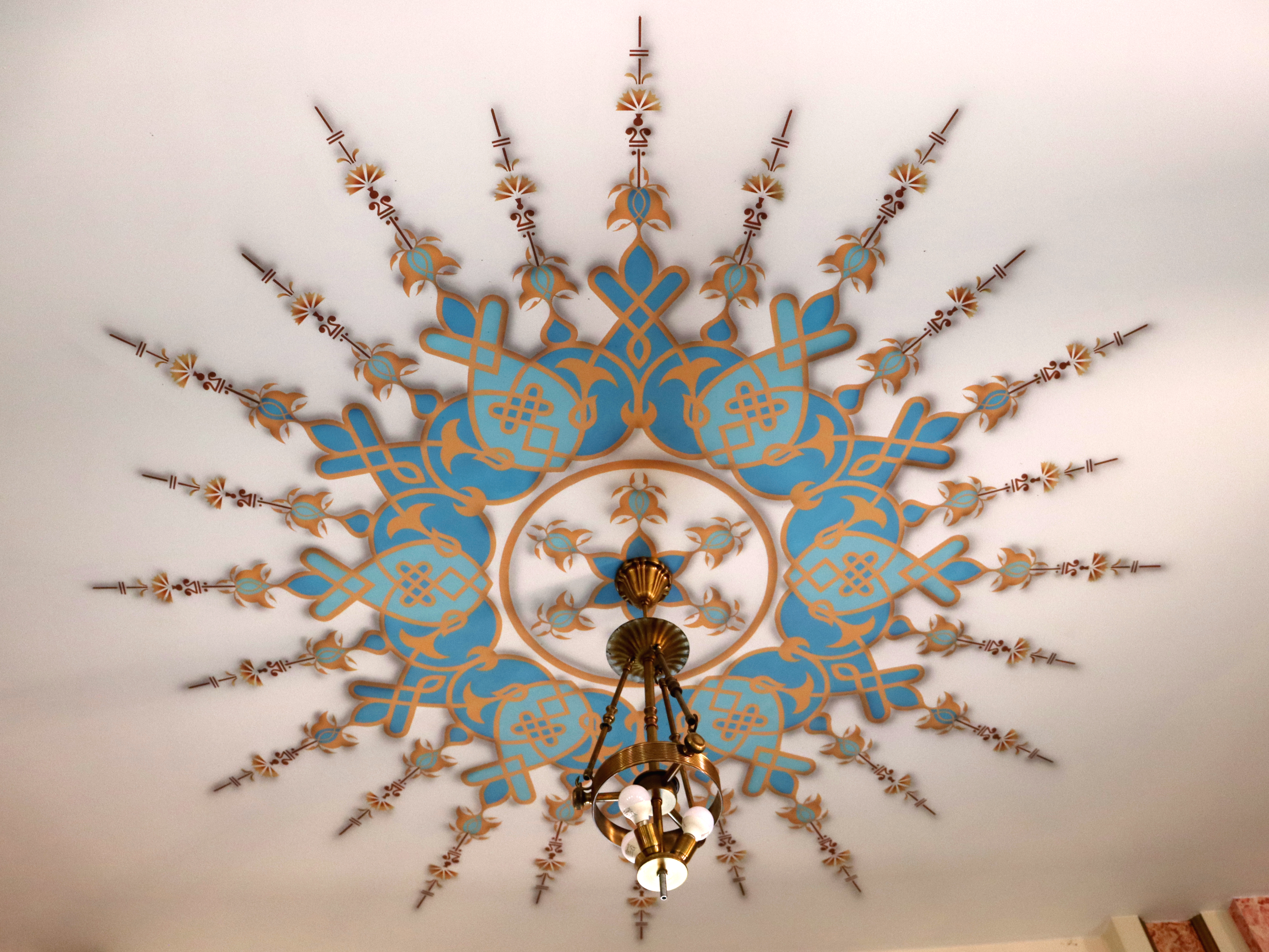
Новая мечеть, люстра и розетка
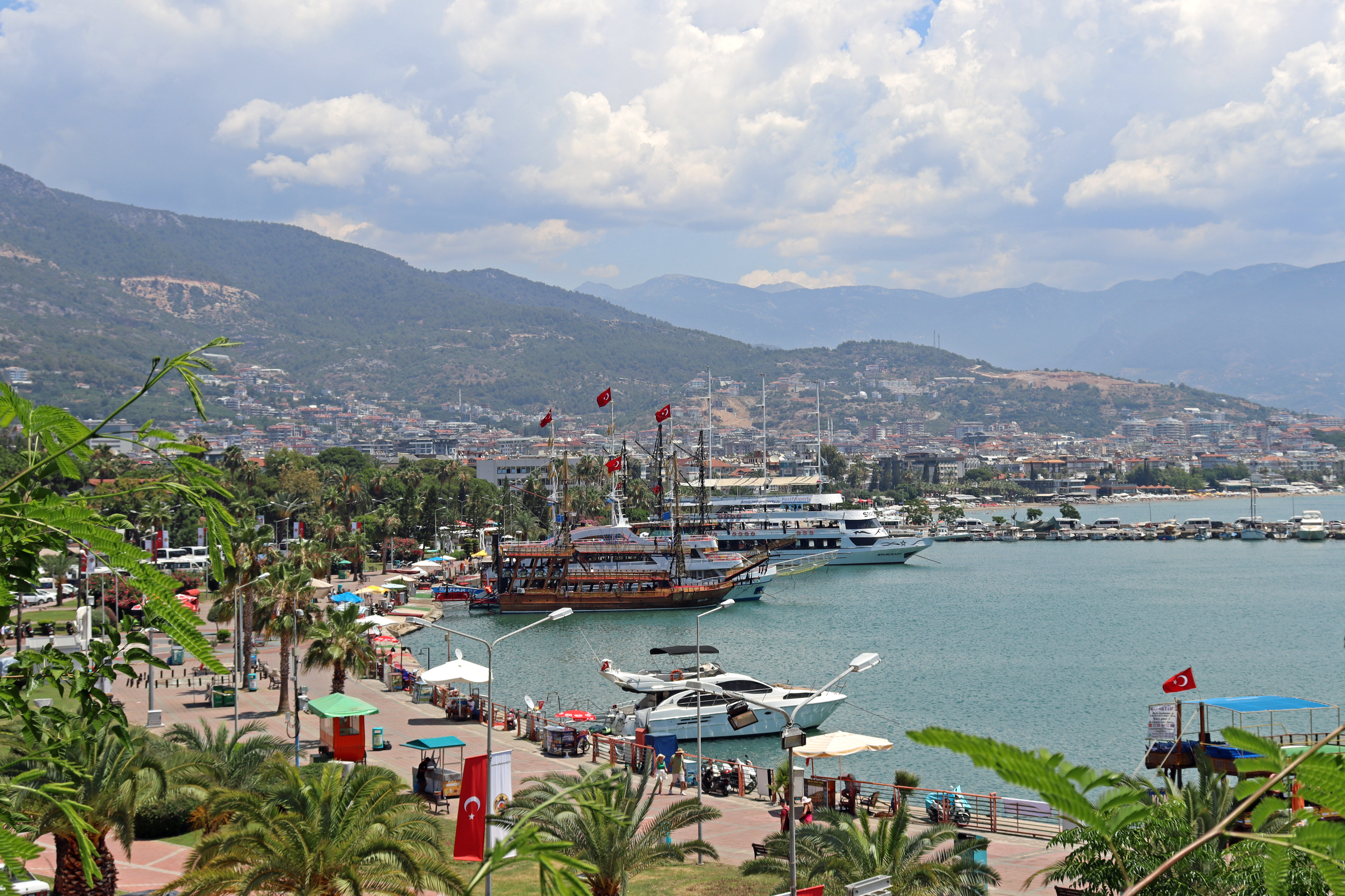
Променад
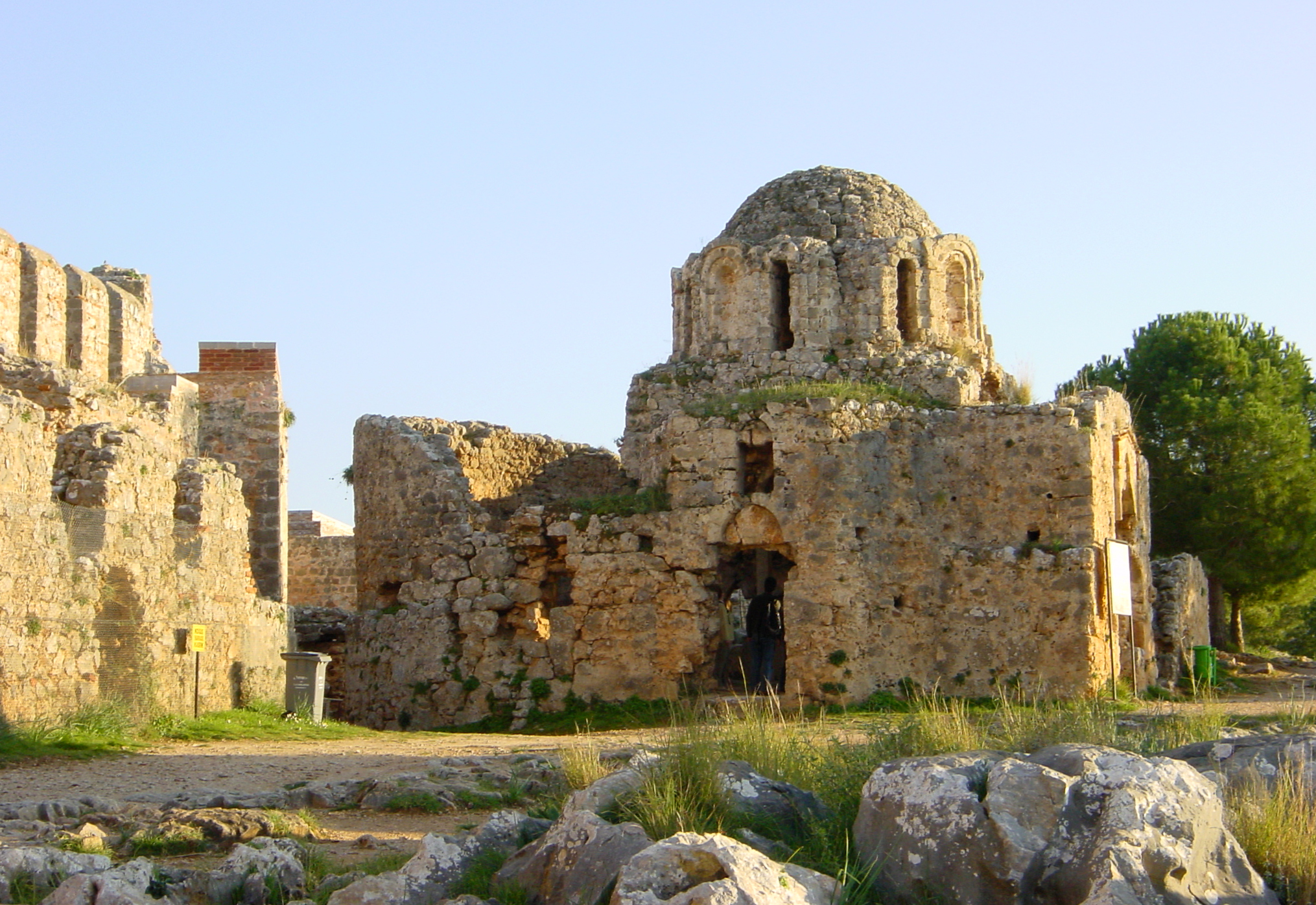
Византийская церковь Святого Георгия
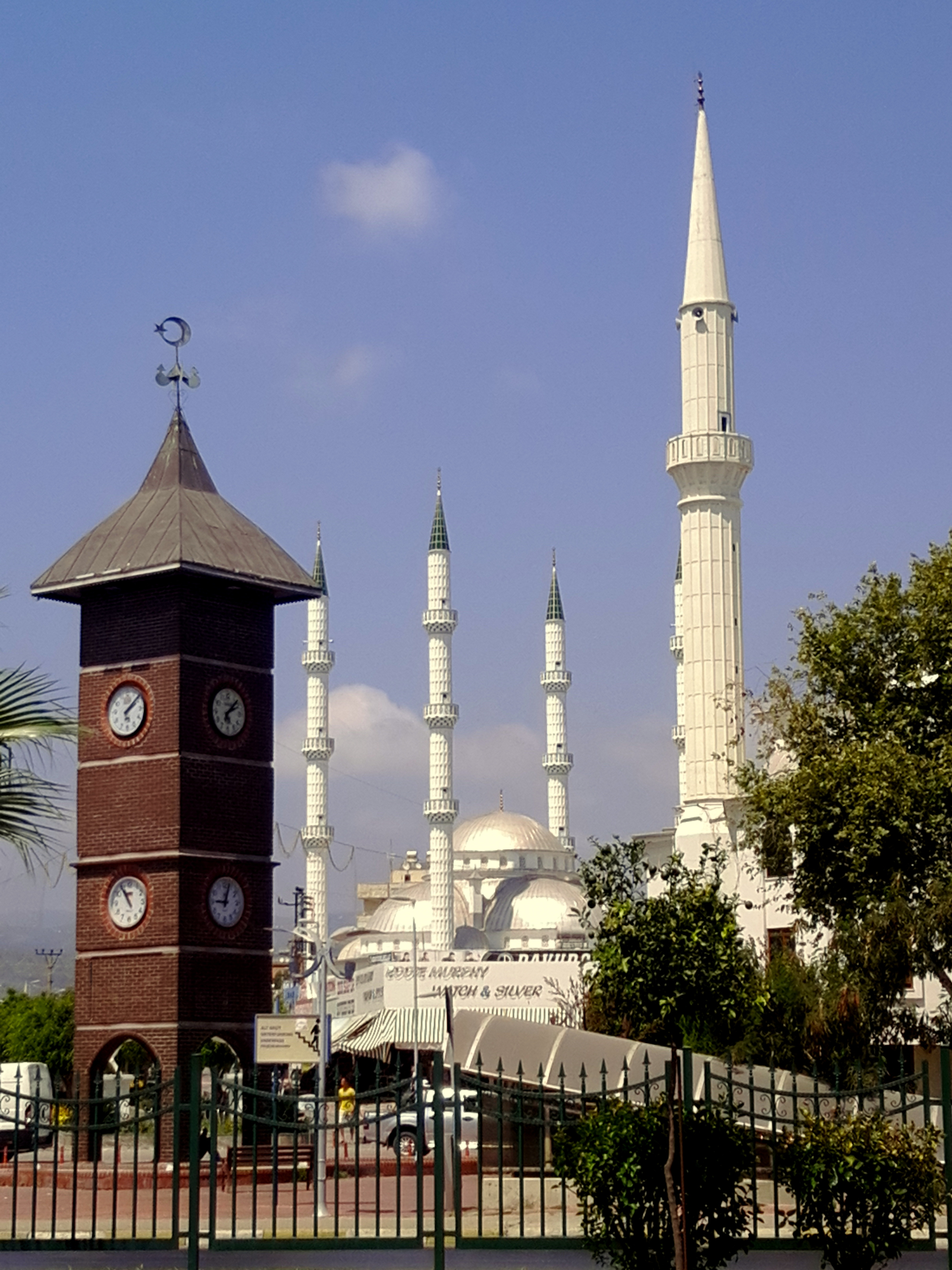
Мечеть Бакоглу в городе Конаклы района Аланья
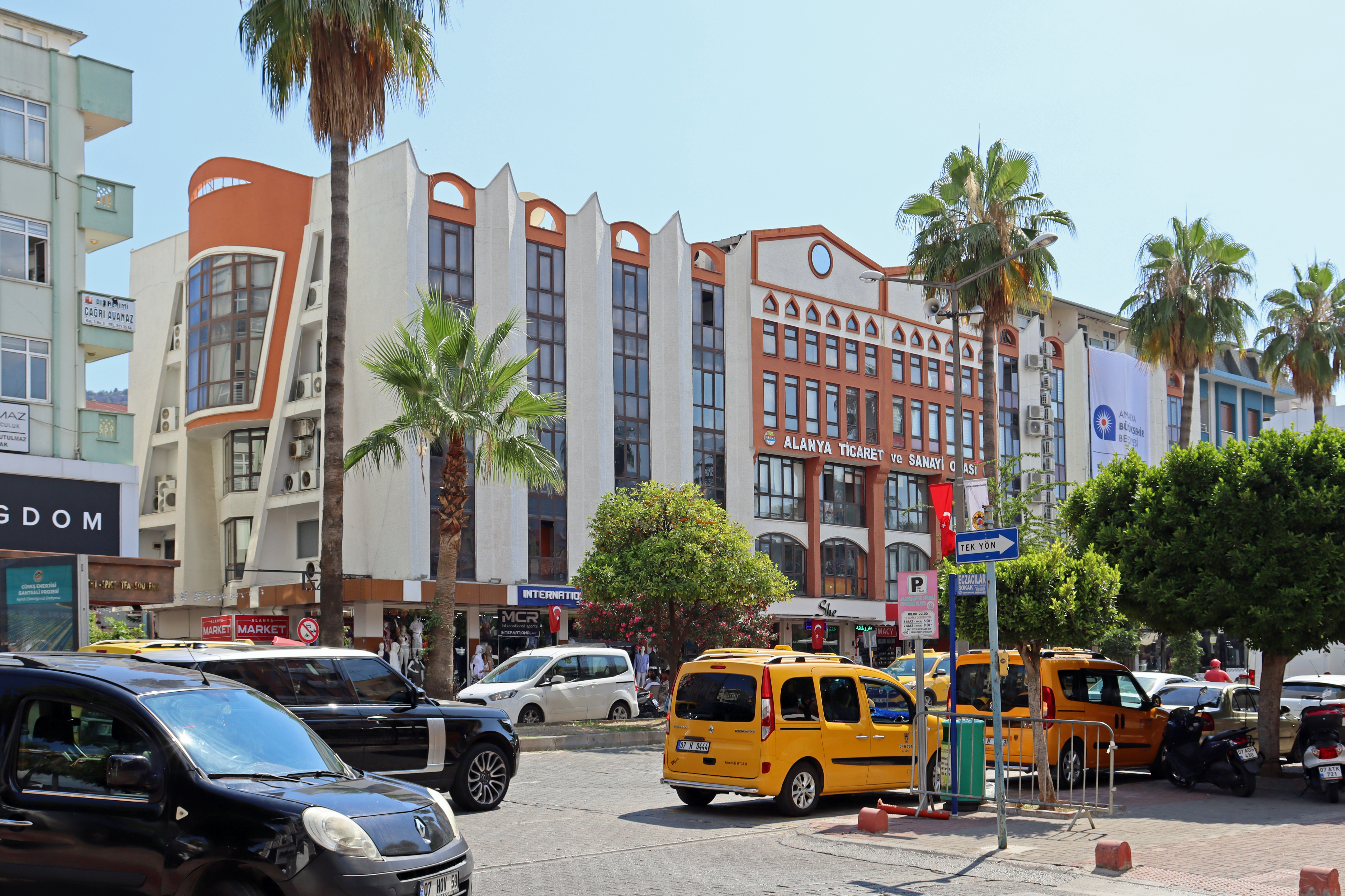
Бульвар Ататюрка в городе Аланья
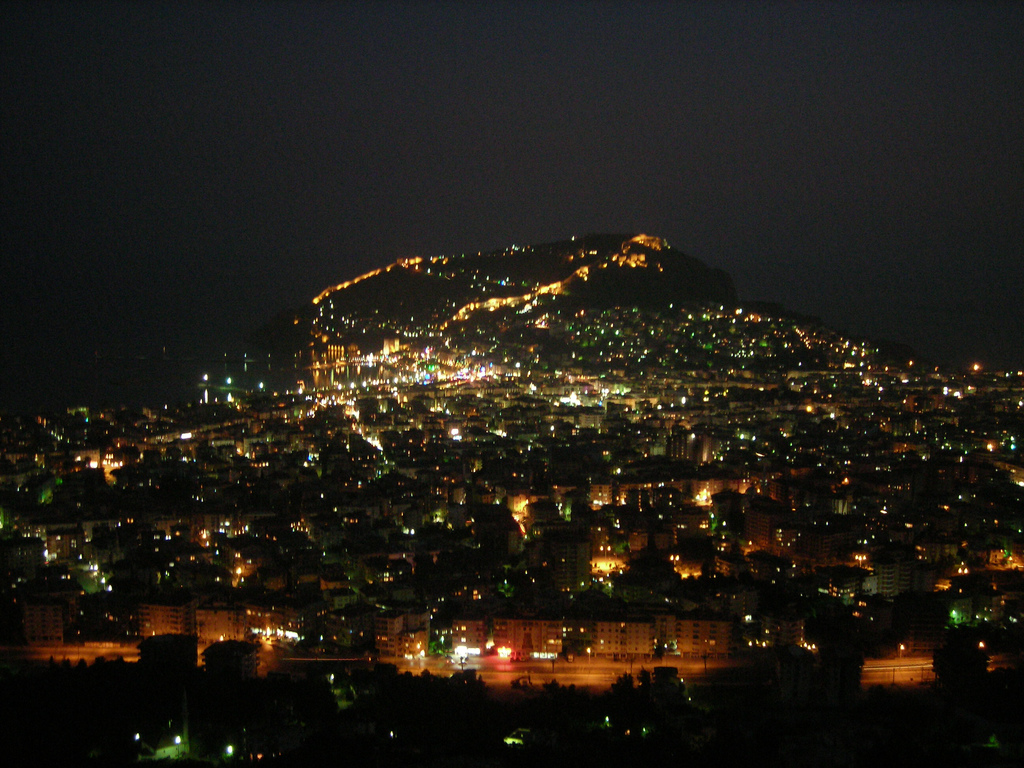
Аланья ночью

## Города-побратимы
Городами-побратимами Аланьи являются 23 населённых пункта или округа в странах Европы и Азии. В их числе российские Мурманск, Зеленогорск, Дергачи, а также ЮВАО города Москвы.

### Комментарии
1. ↑  Согласно принятой русско-турецкой практической транскрипции, вариант написания «Алания» является неправильным. Окончание «-ya» транскрибируется как «-ья»: Аланья (Alanya), Анталья (Antalya), Конья (Konya).